# Fédération suédoise de rugby à XV
La Fédération suédoise de rugby à XV (Svenska Rugbyförbundet) a la charge d'organiser et de développer le rugby à XV en Suède. Elle regroupe les fédérations régionales, les clubs, les associations, les sportifs, les entraîneurs, les arbitres, pour contribuer à la pratique et au développement du rugby à XV dans toutes les régions suédoises. 

## Historique
La Fédération suédoise de rugby à XV a été créée en 1932.
Elle est membre de l'International Rugby Board (IRB) depuis 1988.

## Coordonnées
Idrottens Hus
S-114 73 Stockholm
Stockholm
114 73 SUEDE